# ナイジェル・グロックラー
ナイジェル・グロックラー（Nigel Glockler, 1953年1月24日 -　）は、イギリスのHM/HRドラマー。イースト・サセックス、ホヴ出身。キャリアの多くをNWOBHMの代表的バンド、サクソンのメンバーとしてプレイし、現在も活躍中。

## キャリア
Krakatoa のドラマーとしてプロ・キャリアをスタート。1980年にはトーヤ・ウィルコックスが結成したトーヤでもプレイした。
1981年、サクソンのドラマー、ピート・ギルの負傷に伴い、サクソンのマネージャー（Krakatoa 時代の同僚）の推薦で後任として加入。
1987年春、GTR加入のためにサクソンを脱退するが、翌年に復帰。
1998年、首と肩を負傷してドクター・ストップがかかり、フリッツ・ランドウと交替するが、その後もサクソンのアルバム制作には作曲などで引き続き参加。
2001年、サクソンのギタリスト、ダグ・スカーラットとの連名でアルバム Mad Men and English Dogs をリリース。
2005年、当時のサクソンのサポート・ドラマー、ヨルグ・マイケルがストラトヴァリウス復帰のために脱退。グロックラーが7年ぶりにサクソンに復帰した。

## 主な参加作品

### トーヤ
- Anthem (1981)

### サクソン
- 『イーグル・ハズ・ランデッド』 - The Eagle Has Landed (1982)※ライヴ
- 『パワー・アンド・ザ・グローリー』 - Power & the Glory (1983)
- 『クルセイダー』 - Crusader (1984)
- 『イノセンス・イズ・ノー・エクスキューズ』 - Innocence Is No Excuse (1985)
- 『ロック・ザ・ネイションズ』 - Rock the Nations (1986)
- Rock 'n' Roll Gypsies (1989)※ライヴ
- Greatest Hits Live (1990)※ライヴ
- 『ソリッド・ボール・オブ・ロック』 - Solid Ball of Rock (1991)
- 『伝説からの生還』 - Forever Free (1992)
- 『ドッグス・オブ・ウォー』 - Dogs of War (1995)
- The Eagle Has Landed - part 2 (1996)※ライヴ
- 『アンリーシュ・ザ・ビースト』 - Unleash the Beast (1997)
- BBC Sessions (1999)※ライヴ
- The Eagle Has Landed - part 3 (2006)※ライヴ
- 『ザ・インナー・サンクタム』 - The Inner Sanctum (2007)
- 『イントゥ・ザ・ラビリンス』 - Into the Labyrinth (2009)
- Call to Arms (2011)
- Heavy Metal Thunder – Live: Eagles Over Wacken (2012)※ライヴ
- Sacrifice (2013)
- Battering Ram (2015)
- Let Me Feel Your Power (2016)※ライヴ
- 『サンダーボルト』 - Thunderbolt (2018)
- 『インスピレイションズ』 - Inspirations (2021)
- 『カルペ・ディエム〜鋼鉄の瞬間〜』 - Carpe Diem (2022)

### ナイジェル・グロックラー & ダグ・スカーラット
- Mad Men and English Dogs (2001)

### その他
- スティーヴ・ハウ - 『タービュランス』 - Turbulence (1991)
- トニー・マーティン - Back Where I belong (1992)
- エイジア - Aqua (1992)
- エイジア - Archiva Vol. 1 (1996)
- エイジア - Archiva Vol. 2 (1996)
- ポール・ディアノ & デニス・ストラットン - The Original Iron Men (1995)
- ポール・ディアノ & デニス・ストラットン - The Original Iron Men 2 (1996)
- ポール・ディアノ - The World's First Iron Man (1997)
- ポール・ディアノ - The Masters (1999)